# Zīrcheshmeh
Zīrcheshmeh (persiska: زيرچشمه, شیران بیشه) är en ort i Iran.   Den ligger i provinsen Lorestan, i den västra delen av landet, 400 km sydväst om huvudstaden Teheran. Zīrcheshmeh ligger 1 085 meter över havet och antalet invånare är 126.
Terrängen runt Zīrcheshmeh är varierad. Runt Zīrcheshmeh är det ganska tätbefolkat, med 72 invånare per kvadratkilometer. Närmaste större samhälle är Khorramābād, 17,9 km öster om Zīrcheshmeh. Omgivningarna runt Zīrcheshmeh är i huvudsak ett öppet busklandskap.